# Programma di armamento biologico sovietico
Il programma di armamento biologico sovietico ebbe inizio negli anni Venti del XX secolo e subì un'accelerazione nel corso della seconda guerra mondiale, col possibile utilizzo della tularemia come arma biologica nel corso della battaglia di Stalingrado.
Sembra che a tutt'oggi la Russia abbia ereditato la maggior parte delle armi biologiche sviluppate durante la guerra fredda.
L'istituzione delle organizzazioni civili e militari era ordinato dai ministeri della difesa, dell'agricoltura e della sanità, mentre la loro gestione era demandata all'Accademia Sovietica delle Scienze e al KGB.

## Cronologia dei fatti

### Fatti nell'Unione Sovietica
- 1928 - Il Consiglio militare rivoluzionario rilascia un decreto circa l'utilizzo del tifo a scopi scientifici. Nell'accademia militare di Leningrado iniziano alcuni studi puntanti alla perfezione del tifo usando come cavie per la sperimentazione degli embrioni di pollo. Nelle Isole Soloveckie (Mar Bianco) cominciano gli studi riguardanti gli effetti del tifo, morbi di equini[non chiaro] e melioidosi su umani.[1] Viene costruito un laboratorio dedito alla ricerca di nuovi sieri e medicine nelle vicinanze di Mosca grazie all'assenso dell'Agenzia chimico-militare.
- 1933 - Il laboratorio creato nel 1928 a Mosca viene ristrutturato e trasformato nell'Istituto di ricerca microbiologica dell'armata rossa.[2]
- 1941 - Ad alcune unità territoriali sovietiche viene dato l'ordine di spargere un agente biologico nella città di Kirov[non chiaro], successivamente evacuata.
- 1942 - L'Unione Sovietica viene accusata dalla Germania nazista di utilizzare la Tularemia nell'Est europeo.[1][3]
- 1945 - Il mondo occidentale viene a scoprire un programma nipponico incentrante a sviluppare armi batteriologiche, il programma in questione è stato gestito dall'Unità 731; i documenti riguardanti la suddetta unità e le sue implicazioni nel campo biologico vengono distrutti.
- 1946 - Nella città di Sverdlovsk[non chiaro] viene sparso un batterio artificiale.
- 1953 - Il 15° direttorato dell'armata rossa dà la propria disponibilità nell'impiego di armi biologiche.
- 1967 - Prende avvio il programma India-1 grazie alla cooperazione con l'India.
- 1973 - Viene costituito un direttorato gestito dalle forze civili incentrato sulla produzione di armi biologiche.

### Fatti in Russia
- anni novanta - Dai laboratori dell'Unione europea vengono presi senza autorizzazione vari campioni di batteri e virus mortali, poi depositati in alcuni velivoli dell'Aeroflot e trasportati in Russia.[4] Durante il viaggio in aereo sono periti due agenti per cause ignote, ma si suppone che la causa sia da ricercare negli agenti patogeni trasportati.[4] Il secondo pilota presente all'operazione era un ufficiale russo infiltrato in un'agenzia di spionaggio non nominata.
- 1991 - La Russia ha messo a disposizione dell'Iraq alcuni stock di virus del vaiolo per motivi ancora ignoti.[5]
- 2000 - L'"Academician A.S." ha proposto l'avvio di un progetto militare concernente la creazione di uno "scudo biologico difensivo e offensivo del fronte russo" al premier russo Vladimir Putin. Tra le sedi principali del progetto è presente l'accademia russa delle scienze di Punschino.[2]

## Utilizzo della Tularemia nel periodo 1941-1943
Durante la battaglia di Stalingrado sembra sia stato possibile un utilizzo su vasta scala della tularemia come controffensiva sovietica all'Operazione Barbarossa nazista.
Nel periodo 1941-1943 sembra siano stati 110.000 i presunti casi di contagio da questa patologia, l'apice dell'epidemia sarebbe stato raggiunto nel 1942 lungo i confini di Stalingrado presentando un totale di 100.000 infetti tra sovietici e nazisti.
Dai resoconti dei medici nazisti, l'esercito tedesco era stato decimato dalla forma polmonare della tularemia e non tramite morsi e punture di roditori e zanzare, secondo ciò Kenneth Alibek dice di essere molto ampia la possibilità secondo cui nella base militare di Kirov abbiano rinforzato questa patologia per poi usarla in guerra.
Nel 2000 nell'isola di Martha's Vineyard sono stati rilevati alcuni casi della suddetta patologia, ciò ha fatto pensare che l'utilizzo improprio della tularemia abbia provocato la nascita di un focolaio seppur debole nel distretto di Stalingrado.

## Dopo il 1972
Nel 1972, la convenzione sulle armi biologiche ha imposto numerose restrizioni al riguardo, questa tipologia di armi viene dichiarata fuori legge e di tipo terroristico; nonostante ciò l'Unione Sovietica e gli USA hanno continuato ininterrottamente la produzione in serie di queste armi.
Nello stesso anno, i vari ministri della difesa, dell'agricoltura e della salute con la collaborazione dell'Accademia Sovietica delle Scienze e del KGB fondano il Biopreparat, un'agenzia molto avanzata nel settore biologico e batteriologico.

## Progetto "Ecologia"
Durante gli anni ottanta, il ministero dell'agricoltura spende ingenti somme di danaro per l'avvio di un progetto incentrato sul rafforzamento e la creazione di nuove varianti di afta epizootica, il nome in codice era "Progetto Ecologia".
Tra i successi del progetto vi è l'incredibile rafforzamento delle varianti della peste bovina, la febbre suina africana e la psittacosi. Questi virus venivano preparati appositamente per un loro spargimento via aerea.

## Test in territorio sovietico

### Antrace
Nel 1979, nelle vicinanze della città di Sverdlovsk, furono liberate delle spore di antrace nell'atmosfera. Sembra che l'ordine di questa azione fu dato dal KGB per vedere l'effetto della suddetta infezione sull'ecosistema e sull'uomo. Secondo altri invece l'incidente è avvenuto a causa della rottura di un filtro all'interno del laboratorio di ricerca ubicato nella zona.
I resoconti ufficiali stimano 105 morti, ma secondo l'ex-direttore dell'ospedale di Sverdlovsk, Kenneth Alibek, le vittime sarebbero state di gran lunga superiori, queste affermazioni sono tuttavia inconfermabili dato che la maggior parte dei rapporti ospedalieri sono spariti.

### Vaiolo
Nel 1947 viene costruita la prima fabbrica per la produzione del virus del vaiolo nella città di Sergiev Posad (Mosca). Il vaiolo veniva sperimentato sui feti di pollo.
Durante la sperimentazione dell'ultima arma biologica negli anni settanta questa andò fuori controllo. Un ex-medico dell'armata rossa ed ex-ricercatore dell'India-1 rilasciò le seguenti dichiarazioni circa l'incidente:
Facendo questo abbiamo evitato lo svilupparsi dell'epidemia nell'intero paese.
Dopo ciò venne sul posto l'allora capo del KGB Jurij Vladimirovič Andropov da cui venni informato degli esperimenti batteriologici effettuati nelle varie isole del Lago d'Aral.»
Nel 1990, il centro di ricerche virologhe e biotecnologiche Vector avviò uno studio avanzato (sotto la guida del Dottor Sergei Netyosov) per la realizzazione di varianti senza cura permanente o temporanea del virus del vaiolo e della conseguente malattia, lo sviluppo di tali studi sembra avere creato una forma instabile di vaiolo geneticamente modificato.

## Test in territori extra-sovietici

### Germania
Nel 1967, nella città di Marburgo scoppiò un'epidemia di febbre emorragica, secondo alcuni, questo virus sarebbe stato creato nell'Istituto Vector, a confermare questa teoria sarebbe la morte del direttore di virologia, Dmitriy Ustinov, il quale morì contagiato dal Marburg.
Secondo quanto emerso dall'autopsia eseguita sul cadavere di Ustinov, il virus Marburg risultava molto più resistente di quello presente in natura (tasso di mortalità del 75%), questa variante resistente fu denominata Marburg U.

### India
Nel 1967 grazie alla cooperazione con l'India viene avviato il progetto India-1 (anche conosciuto come India-1967), i team scientifici dell'URSS e dell'India hanno il compito di trovare possibili vaccini e cure alle potenti varianti OGM del vaiolo.
Venne creato un ultimo agente patogeno legato strettamente al vaiolo agli inizi anni settanta, fu conservato sino allo scioglimento dell'URSS.